# Karol Ludwik Pollner
Karol Ludwik Pollner (ur. 8 czerwca 1825, zm. 9 marca 1887) – duchowny rzymskokatolicki, święcenia przyjął w 1849. Pełnił funkcję wikariusza w Pątnowie, proboszcza w Goliszewie, kanonika i proboszcza kaliskiego. Mianowany 24 marca 1884 sufraganem kujawsko-kaliskim i tytularnym biskupem Troas. Konsekrowany na biskupa 5 lipca 1885.